# 間魮
間魮（学名：Labeobarbus intermedius）为輻鰭魚綱鯉形目鲤科的其中一種，分布於非洲衣索比亞南部，體長可達48.9公分，棲息在中底層水域，可做為食用魚。